# Beitrittsverhandlungen Nordmazedoniens mit der Europäischen Union
Nordmazedonien ist seit dem 15. Dezember 2005 offizieller Beitrittskandidat der Europäischen Union (EU).
Die Europäische Kommission hat in ihrem Fortschrittsbericht vom Oktober 2009 die Aufnahme von Beitrittsverhandlungen mit der EU empfohlen. Allerdings tat sich der Rat der Europäischen Union schwer, eine Entscheidung zu fällen. Griechenland machte die Aufnahme von Beitrittsverhandlungen von einer Lösung des Streits über den Staatsnamen abhängig. Diese ist mit dem von beiden Parlamenten angenommenen Prespa-Abkommen gefunden worden. Am 12. Februar 2019 trat die Namensänderung offiziell in Kraft. Ein Jahr später, Ende März 2020, fiel in Brüssel der Beschluss, die Beitrittsgespräche zu beginnen.

## Beziehungen zwischen Nordmazedonien und der Europäischen Union

### Aufnahme diplomatischer Beziehungen und Beitrittskandidatenstatus
Die Europäische Union und Nordmazedonien nahmen am 22. Dezember 1995 diplomatische Beziehungen auf. Die nordmazedonische Regierung stellte am 22. März 2004 einen EU-Beitrittsantrag. Der Rat der Europäischen Union leitete den Beitrittsantrag am 15. Mai 2004 an die Europäische Kommission zur Stellungnahme weiter.
Die Europäische Kommission legte am 9. November 2005 ihre Stellungnahme (Avis) vor. Sie empfahl darin die Verleihung des Beitrittskandidatenstatus. Der Europäische Rat folgte dieser Empfehlung am 16. Dezember 2005 aufgrund der erreichten Fortschritte Nordmazedoniens, insbesondere bei der Umsetzung des Stabilisierungs- und Assoziierungsabkommens (SAA) und des Rahmenabkommens von Ohrid.
Die Europäische Kommission empfahl aufgrund der weiteren Reformfortschritte in ihrem Fortschrittsbericht vom Oktober 2009 auch die Aufnahme von EU-Beitrittsverhandlungen. Sie erneuerte diese Empfehlung im aktuellen Fortschrittsbericht vom 9. November 2010. Ein entsprechender Beschluss des Rates steht derzeit aus. Dieser muss von allen EU-Mitgliedstaaten einstimmig getroffen werden. Griechenland machte über Jahrzehnte seine Zustimmung zur Aufnahme von Beitrittsverhandlungen von einer einvernehmlichen Lösung des Namensstreits zwischen Griechenland und Nordmazedonien abhängig, Bulgarien von der Unterzeichnung und Einhaltung eines Nachbarschaftsvertrages sowie einer verbessere Zusammenarbeit. Ein solcher Vertrag wurde seitens Nordmazedoniens über Jahrzehnte abgelehnt.
Die Europäische Union erwähnte zunächst das Land unter der provisorischen Bezeichnung „ehemalige jugoslawische Republik Mazedonien“. Sie lehnte sich dabei an das Interimsabkommen (Interim Accord) an, das Griechenland und Nordmazedonien im September 1995 in New York geschlossen hatten. Dieses sah in Artikel 11 Absatz 1 vor, dass Griechenland einem Beitrittsantrag oder einer Mitgliedschaft Nordmazedoniens in einer internationalen Organisation bis zu einer Lösung im Namensstreit nicht widersprechen sollte, wenn dieser unter der Bezeichnung „ehemalige jugoslawische Republik Mazedonien“ geschah. Unter dem provisorischen Namen wurde die Republik Nordmazedonien auch in die Vereinten Nationen aufgenommen. Der Staatsname nach der nordmazedonischen Verfassung lautete zunächst „Republik Mazedonien“.
Im September 2012 forderte der EU-Kommissar für Erweiterung Štefan Füle die nordmazedonischen Politiker wegen zunehmender Problemen und fehlender Zusammenarbeit mit Bulgarien zu einer Lösung auf. Wegen Meinungsverschiedenheiten bei der Realisierung des Projekts Skopje 2014 entzog Bulgarien Nordmazedonien die Unterstützung für die weiteren Beitrittsverhandlungen.

### Einigung im Namensstreit mit Griechenland
Während der bulgarischen EU-Ratspräsidentschaft 2018, als Bulgarien die Integration der Westbalkanländer in der EU als einen der Schwerpunkte setzte, wurde mit dem östlichen Nachbarn schließlich der Freundschafts- und Nachbarschaftsvertrag unterzeichnet, der zuvor von der VMRO-DPMNE unter Nikola Gruevski fast über ein Jahrzehnt blockiert wurde. Mit dem Vertrag wurde auch eine gemeinsame Geschichtskommission in Leben gerufen, welche zur Klärung der strittigen historischen Fragen der gemeinsamen Geschichte dienen soll. Nach der Annäherung an Bulgarien konzentrierte sich die nordmazedonische Politik auf die Lösung des Namensstreits mit Griechenland. Am 12. Juni 2018 einigten sich Nordmazedonien und Griechenland in dem Abkommen von Prespa auf eine Kompromisslösung, nach der die Republik Mazedonien ihren bisherigen Staatsnamen in Република Северна Македонија/Republika Severna Makedonija (deutsch Republik Nord-Mazedonien bzw.  Republik Nordmazedonien) ändern sollte. Dies musste vom griechischen Parlament und einem nordmazedonischen Referendum bestätigt werden. Das nordmazedonische Parlament stimmte am 11., das griechische am 25. Januar 2019 für die Umbenennung.

### Der weitere Weg zu den Beitrittsverhandlungen
Als Ergebnis der Beilegung des Streites mit Griechenland und der Änderung des Staatsnamens verlangte Bulgarien von Skopje eine offizielle Stellungnahme gegenüber der internationalen Gemeinschaft, dass sich die Bezeichnung nur auf denjenigen nördlichen Teil der geographischen Region bezieht, der von der ehemaligen jugoslawischen Republik eingenommen wurde und nicht die ganze Region, welcher auch den bulgarischen Teil miteinbeziehen würde. Damit sollte Nordmazedonien bekräftigen, dass keine territorialen Aspirationen gegenüber dem bulgarischen Staatsgebiet bestehen. Bulgarien stimmte dem Beitritt Nordmazedoniens zur NATO erst nach einer entsprechenden Stellungnahme zu. Die von Bulgarien geforderte Stellungnahme gegenüber den Vereinten Nationen, welche grundlegend für die bulgarische Unterstützung für eine Aufnahme der Beitrittsverhandlungen mit der EU sei, erfolgte erst nach der Absetzung der Regierung von Zoran Zaev im Jahr 2021.
In der Zwischenzeit stimmte am 26. September 2019 der deutsche Bundestag für die Aufnahme von EU-Beitrittsverhandlungen mit Nordmazedonien. Lediglich Frankreich stellte sich bei einem Treffen der Regierungschefs Mitte Oktober 2019 gegen die Aufnahme von Beitrittsverhandlungen mit Nordmazedonien.
Als sich 2019 im Zuge der Umsetzung des Abkommens von Prespa in Nordmazedonien Neuwahlen abzeichneten, setzte die nordmazedonische Seite die Umsetzung des Nachbarschaftsvertrages mit Bulgarien aus. Die Nichteinhaltung des Vertrages seitens Nordmazedoniens, der von der bulgarischen Seite und von der EU für die Unterstützung der Beitrittsverhandlungen verlangt wird, führte in der Folge in Bulgarien regelmäßig zu Äußerungen gegen die Aufnahme von Beitrittsverhandlungen und gipfelte im Oktober 2019 im Beschluss des bulgarischen Parlaments, dass Bulgarien die Beitrittsverhandlungen nur bei Einhaltung des Nachbarschaftsvertrages unterstützen darf. Als sich 2019 die Ausrufung von Neuwahlen in Nordmazedonien abzeichnete, kam es zum praktischen Stillstand bei der Umsetzung des Vertrages in Nordmazedonien in allen Bereichen.
Der Europäische Rat mahnte in einer Erklärung vom 25. März 2020, dass gutnachbarliche Beziehungen und regionale Zusammenarbeit wesentliche Elemente des Erweiterungsprozesses und des Stabilisierungs- und Assoziierungsprozesses mit Nordmazedonien seien. Greifbare Ergebnisse und die Umsetzung der bilateralen Abkommen, einschließlich des Prespa-Abkommens und des Vertrags über gutnachbarliche Beziehungen mit Bulgarien, seien Teil des Erweiterungsprozesses. Diese vorausgesetzt sprach er sich für die Aufnahme von Beitrittsverhandlungen aus. In den darauffolgenden Monaten sprach sich die bulgarische Regierung mehrmals für die Umsetzung des Nachbarschaftsvertrages seitens Nordmazedonien aus und forderte, dass die gemeinsame Geschichtskommission, welche seit den Wahlen 2019 in Nordmazedonien nicht zusammengekommen war, vor der Aufnahme der Beitrittsverhandlungen erneut tagen und zu greifbaren Ergebnissen kommen muss. Die fehlende Zusammenarbeit in den Bereichen Geschichte und grenzüberschreitende Infrastrukturprojekte sowie Hindernisse in der wirtschaftlichen Kooperation führten im November 2020 dazu, dass sich die bulgarische Regierung unter Bojko Borissow gegen die Aufnahme von Beitrittsverhandlungen aussprach. Eine Unterstützung machte die bulgarische Regierung, im Einklang mit der Erklärung des Europäischen Rates, von dem Erzielen greifbarer Ergebnisse abhängig.
Im Frühjahr 2021 versuchte die portugiesische Ratspräsidentschaft, einen Kompromiss zwischen den Positionen Bulgariens und Nordmazedoniens und damit ein Ende der Blockade zu erreichen. So unterstrich die bulgarische Regierung im Rat für Allgemeine Angelegenheiten im Juni, dass die europäische Perspektive Nordmazedoniens seitens Bulgarien unterstützt und gefördert werde, man sich jedoch in Verhandlungen mit Nordmazedonien über die Umsetzung des Vertrags über Freundschaft und gute Nachbarschaft befinde. Bulgarien erwarte jedoch von Nordmazedonien, dass die auf hoher Ebene und im Vertrag eingegangenen Verpflichtungen wie
- der ausdrückliche Verzicht Skopjes auf territoriale und historische Ansprüche an bulgarischen Gebieten;
- die Beendigung der Praxis, die Inschriften von Denkmälern zu ändern, womit deren „bulgarischer historischer Charakter“ verneint wird (siehe z. B. Bitola-Inschrift);
- ein Ende der „Aufstachelung zum Hass gegen Bulgarien“ in Nordmazedonien und die Einleitung eines Rehabilitationsprozesses für die Opfer des Staatskommunismus im ehemaligen Jugoslawien, die wegen ihres „bulgarischen Nationalbewusstseins“ unterdrückt worden seien (noch bis 1991 war mit dem Gesetz zum Schutz der mazedonischen nationalen Ehre, mit dem die Selbstbestimmung und Bezeichnung der Bulgaren und der Gebrauch der Bulgarischen Sprache in der Sozialistischen Republik Mazedonien verboten und unter Strafe gestellt wurden, eine klare anti-bulgarische Gesetzgebung gültig[15])

Ende Juni 2022 wurde bekannt, dass die französische EU-Ratspräsidentschaft an einem Lösungsentwurf des Konflikts zwischen Bulgarien und Nordmazedonien arbeitete, der wenige Wochen später übermittelt wurde. Sowohl Oppositionspolitiker als auch Koalitionsparteien der Nordmazedonischen Regierung kritisierten die öffentlich bekannten Details des französischen Vorschlags wegen zu großer Zugeständnisse an Bulgarien und drohten mit Boykott. Dabei sollen die Beitrittsverhandlungen erst gestartet werden, wenn die bulgarische Bevölkerungsgruppe in Nordmazedonien in der nordmazedonische Verfassung neben anderen bereits aufgeführten Gruppen als eines der staatsbildenden Völker aufgenommen wird, um dadurch die gleichen Rechte und Freiheiten wie andere zu erhalten (siehe hierzu Bevölkerung Nordmazedoniens).
In der sonst eher politikmüden mazedonischen Öffentlichkeit erregte besonders Aufmerksamkeit, dass das Land bei Annahme des Vorschlags dazu genötigt sein könnte, identitätsstiftende Ereignisse und Biographien von Persönlichkeiten der nordmazedonischen Geschichte zu revidieren. Als die Regierung und Ministerpräsident Kovačevski schließlich erklärte, die Bedingungen anzunehmen, führte dies zu Aufschrei und Empörung aus allen Teilen der Gesellschaft, was ab Anfang Juli in tagelangen antibulgarischen und anti-EU Protesten und Ausschreitungen mit zahlreichen Verletzten in der Hauptstadt Skopje mündete. Tausende Menschen verschiedener Altersgruppen und politischer Richtungen aus dem ganzen Land und aus der mazedonischen Diaspora nahmen an den Demonstrationen teil und warfen der Regierung die Vorbereitung einer Bulgarisierung vor. Weiter wurde Bulgarien des „Ethnozids“ beschuldigt und die Vorbereitung einer Assimilierung vorgeworfen.
Nachdem das bulgarische Parlament bereits am 24. Juni 2022 dem französischen Vorschlag zugestimmt hatte, stimmte das nordmazedonische Parlament nach dreitägiger Debatte am 16. Juli 2022 dem Vorschlag ebenfalls zu. Dabei boykottierten die Abgeordneten der VMRO-DPMNE die Abstimmung und diejenigen der Leviza stimmten dagegen. Am Tag darauf unterzeichneten die Außenminister beider Länder ein Zusatzprotokoll zum Freundschaftsvertrag mit Maßnahmen die von Nordmazedonien umgesetzt werden müssen, womit einer Roadmap zur Beilegung von strittigen Themen von beiden Seiten vertraglich zugestimmt wurde (darunter Änderung einiger nordmazedonische Schulbücher). Das Protokoll und dessen Umsetzung wird Teil des Beitrittsprozesses.
Am 19. Juli 2022 wurde die erste Regierungskonferenz zwischen Nordmazedonien und der EU abgehalten. Damit begann im Fall Nordmazedoniens seitens der EU nur das Screening des nordmazedonischen Rechts. Dabei prüfen die EU-Behörden, inwieweit das nationale Recht des Kandidatenlandes von den EU-Rechtsvorschriften abweicht und Anpassung bedarf. Das tatsächliche Beitrittsverfahren soll erst nach der von der nordmazedonischen Regierung zugesagten und von der Opposition (VMRO-DPMNE und Leviza) abgelehnten Verfassungsänderung bei einer zweiten Regierungskonferenz erfolgen. Für eine Verfassungsänderung bedarf es nach nordmazedonischem Recht eine Zweidrittelmehrheit, welche die Regierung derzeit nicht innehat.
Ab Ende Juli konnte die VMRO-DPMNE erfolgreich die notwendige Unterschriftenanzahl für ein Referendum zur Revision der Zustimmung des französischen Kompromiss sammeln und führte mit Unterstützung von Leviza eine gezielte anti-bulgarische Kampagne. Da laut der nordmazedonischen Verfassung Referenden gegen einen internationalen Vertrag nicht zulässig sind, wurde im September der Antrag vom Parlamentspräsidenten Talat Xhaferi nicht zugelassen. Im Herbst brachten die VMRO-DPMNE und Leviza gemeinsam einen Gesetzesentwurf im Parlament ein, der gegen Vereinigungen der Bulgaren in Nordmazedonien gerichtet ist, eine parteiübergreifende Mehrheit fand und verabschiedet wurde. Damit soll die Bildung bulgarischer Kulturzentren und Vereinigungen erschwert werden und bereits bestehende in Nordmazedonien geschlossen werden. Im Oktober verkündete Hristijan Mickoski, dass er, nach einem möglichen Sieg bei einer Neuwahl, den Freundschaftsvertrag mit Bulgarien kündigen und neuverhandeln will, da dieser die Grundlage für den französischen Kompromiss darstelle. Dazu sprach er sich für die Schließung jegliche bulgarische Kulturzentren und Vereinigungen aus, da „ihre Präsenz eine Provokation für die mazedonische Identität“ sei. Die aufgeheizte Stimmung führte Ende des Jahres zu mehreren Angriffen und Anschlägen gegen Einrichtungen der Bulgaren im Land. Anfang 2023 wurde der Sekretär des bulgarischen Kulturklubs in Ohrid tätlich angegriffen, woraufhin Bulgarien den Botschafter abzog. Ende Januar 2023 wurden die Attacken, die andauernde anti-bulgarische Kampagne und die Hassreden nordmazedonischer Politiker vom Hohen Vertreter der EU für Außen- und Sicherheitspolitik Josep Borrell verurteilt und er mahnte zum Aufbau einer Atmosphäre, die gute Nachbarschaft und gute Beziehungen zum EU-Mitglied Bulgarien fördert.

## Logo für die EU-Heranführung
Das nordmazedonische Logo für die EU-Heranführung besteht aus der Sonne der nordmazedonischen Flagge und vier Sternen aus der Europaflagge auf dunkelblauem Hintergrund. Das Motto lautet: „The sun, too, is a star“.

## Reformstand
Die Europäische Kommission überwacht die Reformfortschritte Nordmazedoniens auf seinem Weg in die Europäische Union in ihrer Erweiterungsstrategie, und den Fortschrittsberichten die jedes Jahr im Herbst erscheinen.
Der Rat der Europäischen Union betonte in seinen Schlussfolgerungen vom 14. Dezember 2010 zu Nordmazedonien:

„Der Rat begrüßt, dass die ehemalige jugoslawische Republik Mazedonien in den wichtigsten Reformbereichen wie etwa bei der Polizeireform – wenn auch in unterschiedlichem Tempo – weitere Fortschritte zu verzeichnen hat. Das Land kommt weiterhin seinen Verpflichtungen aus dem Stabilisierungs- und Assoziierungsabkommen nach. Der Rat erwartet, dass das Land das Tempo bei der Reformagenda beibehält. Das Land muss weitere Fortschritte beim Dialog zwischen den politischen Akteuren, bei der Reform des Justizwesens und der öffentlichen Verwaltung sowie bei Korruptionsbekämpfung, Meinungsfreiheit und Verbesserung des Geschäftsumfelds erzielen. Die Umsetzung des Rahmenabkommens von Ohrid ist weiterhin maßgeblich für die Konsolidierung von Demokratie und Rechtsstaatlichkeit in dem Land.
Der Rat schließt sich im Großen und Ganzen der Bewertung der Kommission an, dass das Land die politischen Kriterien in hinreichendem Maße erfüllt, und stellt fest, dass die Kommission ihre Empfehlung, die Beitrittsverhandlungen mit der ehemaligen jugoslawischen Republik Mazedonien zu eröffnen, erneuert hat. Der Rat ist bereit, unter dem nächsten Vorsitz auf das Thema zurückzukommen.
Die Wahrung gutnachbarlicher Beziehungen, wozu auch eine auf dem Verhandlungsweg herbeigeführte, von beiden Seiten akzeptierte Lösung der Namensfrage unter der Schirmherrschaft der VN gehört, ist von entscheidender Bedeutung. Der Rat begrüßt den laufenden Dialog auf hoher Ebene und hofft darauf, dass dabei in Kürze Ergebnisse erzielt werden.“

## Stabilisierungs- und Assoziierungsprozess
Die EU hat mit Nordmazedonien als erstem Staat des Westlichen Balkans am 9. April 2001 ein Stabilisierungs- und Assoziierungsabkommen (SAA) unterschrieben. Ein Interimsabkommen, das vor allem handelsbezogene Bestimmungen enthält, trat am 1. Juni 2001 in Kraft. Seit 1. April 2004 ist das SAA mit der EU völkerrechtlich in Kraft, nachdem es von allen Unterzeichnerstaaten ratifiziert worden war.
Die Europäische Kommission hat im Oktober 2009 den Übergang in die „zweite Phase“ des SAA empfohlen, die eine noch engere Zusammenarbeit vorsieht. Allerdings hat der Rat bislang keinen entsprechenden Beschluss gefasst.

## Finanzielle EU-Unterstützung des Reformprozesses in Nordmazedonien
Die EU unterstützt die EU-Annäherung Nordmazedoniens finanziell vor allem im Rahmen des Instruments für Heranführungshilfe (IPA). Von 2007 bis 2010 stellte die EU für Nordmazedonien 288 Millionen Euro zur Verfügung, davon 92 im Jahr 2010. Von 2011 bis 2013 soll Nordmazedonien weitere 305 Millionen Euro aus IPA-Geldern erhalten.

## Übersicht über den Verhandlungsfortschritt
Am 1. Dezember 2022 wurde das Screening begonnen, dass am 7. Dezember 2023 abgeschlossen wurde.
| Kapitel                                                                  | Screening          | eröffnet | abgeschlossen |
| ------------------------------------------------------------------------ | ------------------ | -------- | ------------- |
| 1. Freier Warenverkehr                                                   | 24. März 2023      | –        | –             |
| 2. Freizügigkeit der Arbeitnehmer                                        | 14. März 2023      | –        | –             |
| 3. Niederlassungsfreiheit und freier Dienstleistungsverkehr              | 14. März 2023      | –        | –             |
| 4. Freier Kapitalverkehr                                                 | 14. März 2023      | –        | –             |
| 5. Vergaberecht                                                          | 1. Dezember 2022   | –        | –             |
| 6. Gesellschaftsrecht                                                    | 14. März 2023      | –        | –             |
| 7. Schutz geistiger Eigentumsrechte                                      | 14. März 2023      | –        | –             |
| 8. Wettbewerbsrecht                                                      | 14. März 2023      | –        | –             |
| 9. Finanzdienstleistungen                                                | 14. März 2023      | –        | –             |
| 10. Informationsgesellschaft und Medien                                  | 15. Juni 2023      | –        | –             |
| 11. Landwirtschaft und ländliche Entwicklung                             | 1. Dezember 2023   | –        | –             |
| 12. Lebensmittelsicherheit, Veterinärpolitik und Pflanzenschutz          | 1. Dezember 2023   | –        | –             |
| 13. Fischerei                                                            | 1. Dezember 2023   | –        | –             |
| 14. Verkehrspolitik                                                      | 15. September 2023 | –        | –             |
| 15. Energie                                                              | 15. September 2023 | –        | –             |
| 16. Steuerpolitik                                                        | 15. Juni 2023      | –        | –             |
| 17. Wirtschafts- und Währungspolitik                                     | 15. Juni 2023      | –        | –             |
| 18. Statistiken                                                          | 16. Januar 2023    | –        | –             |
| 19. Sozialpolitik und Beschäftigung                                      | 15. Juni 2023      | –        | –             |
| 20. Unternehmens- und Industriepolitik                                   | 15. Juni 2023      | –        | –             |
| 21. Transeuropäisches Verkehrsnetz                                       | 15. September 2023 | –        | –             |
| 22. Regionalpolitik und Koordination der strukturpolitischen Instrumente | 1. Dezember 2023   | –        | –             |
| 23. Justiz und Grundrechte                                               | 16. Januar 2023    | –        | –             |
| 24. Justiz, Freiheit und Sicherheit                                      | 16. Januar 2023    | –        | –             |
| 25. Wissenschaft und Forschung                                           | 15. Juni 2023      | –        | –             |
| 26. Bildung und Kultur                                                   | 15. Juni 2023      | –        | –             |
| 27. Umwelt                                                               | 15. September 2023 | –        | –             |
| 28. Verbraucher- und Gesundheitsschutz                                   | 14. März 2023      | –        | –             |
| 29. Zollunion                                                            | 15. Juni 2023      | –        | –             |
| 30. Beziehungen nach außen                                               | 7. Dezember 2023   | –        | –             |
| 31. Außenpolitik, Sicherheits- und Verteidigungspolitik                  | 7. Dezember 2023   | –        | –             |
| 32. Finanzkontrolle                                                      | 16. Januar 2023    | –        | –             |
| 33. Finanz- und Haushaltsbestimmungen                                    | 1. Dezember 2023   | –        | –             |
| 34. Institutionen                                                        | entfällt           | entfällt | entfällt      |
| 35. Andere Fragen                                                        | entfällt           | entfällt | entfällt      |
| abgeschlossen                                                            | 33                 | 0        | 0             |
| ausstehend                                                               | 0                  | 33       | 33            |

Stand: 7. Dezember 2023
Verhandlungsfortschritt:

## Visa-Liberalisierung
Am 1. Januar 2008 sind mit allen Staaten des Westlichen Balkans (außer Kosovo) Visumerleichterungs- und Rückübernahmeabkommen mit der EU in Kraft getreten. Anschließend hat die Europäische Kommission gemeinsam mit den beteiligten Staaten Fahrpläne für eine Visabefreiung übergeben. Nachdem Nordmazedonien, Montenegro und Serbien die Bedingungen der Fahrpläne vollständig erfüllt hatten, gewährt die EU seit 19. Dezember 2009 Visafreiheit für diese Länder und ab 15. Dezember 2010 auch für Albanien. Sie gilt für touristische Reisen in alle Schengen-Staaten für bis zu 90 Tage. Voraussetzung ist, dass Reisende einen biometrischen Pass besitzen und keine Erwerbstätigkeit aufnehmen.